# Mestre de capoeira
Mestre de capoeira (ou mestre capoeirista) é um ofício exercido por detentores do conhecimento tradicional e cultural da luta afro-brasileira capoeira, sendo também responsável pela transmissão de suas práticas e herança cultural. O mestre e a mestra é uma designação dada à uma pessoa física que possui notório conhecimento do ofício, e que tenha longo tempo em atuação contribuindo para o desenvolvimento desta prática tradicional. Estes fazem parte da existência e da continuidade das manifestações populares e tradições.

## Patrimonialização
A capoeira (ou capoeiragem) é uma expressão cultural e esporte afro-brasileiro que mistura arte marcial, dança e música, desenvolvida no Brasil por descendentes de escravos africanos (os afro-brasileiros) possivelmente no final do século XVI no Quilombo dos Palmares (no atual estado de Alagoas), que resistiu por mais de um século na antiga Capitania de Pernambuco. Distingue-se de outras artes marciais através da musicalidade, onde os praticantes chamados capoeiristas aprendem, além de lutar e a jogar, a tocar os instrumentos típicos e a cantar. A Constituição Federal do Brasil (1988) reconhece o patrimônio cultural imaterial e sua proteção/salvaguarda (registros e inventários) e, entre os bens culturais que podem ser salvaguardados, está o saber tradicional e o ofício do mestre e mestra de Capoeira que foram reconhecimento legalmente e identificados pelo inventário. No dossiê do inventário de salvaguarda, a comunidade fez uma solicitação, articularem os saberes tradicionais desta prática tradicional nos ambientes universitários e, a outorga do título de Doutor Honoris Causa aos mestres capoeiristas que contribuíram para construção essa manifestação.